# Constant Tison
Pour les articles homonymes, voir Tison.
Constant Tison est un footballeur et entraîneur français de football, né le 15 janvier 1910 à Aniche (Nord) et mort le 21 juin 1985 à Saint-Dizier. 

## Biographie
En tant que joueur, il évolue au poste de milieu de terrain. 
Lors de son passage à l'US Nœux-les-Mines, il fait débuter en équipe première Raymond Kopa. Sous la conduite de Tison le club Nordiste est promu en 1949 en Championnat de France amateur de football. Le club ne parvient pas à s'y maintenir et redescend.  

## Carrière

### Joueur
- 1933-1938 :  Union Sportive de Valenciennes Anzin[3]
- 1938-1939 :  Racing Club de Strasbourg

### Entraîneur
- 1945-1948 :  FC Saint-Macaire-en-Mauges[4]
- 1948-1949 :  US Nœux-les-Mines

## Palmarès
- Champion de Division d'Honneur Nord Pas-de-Calais en 1949 avec l'US Nœux-les-Mines